# روبرت روزفلت
روبرت روزفلت (بالإنجليزية: Robert Roosevelt)‏ (و. 1829 – 1906 م) هو سياسي، ودبلوماسي، ومحام من الولايات المتحدة الأمريكية ولد في مدينة نيويورك.
وهو عضو في الحزب الديمقراطي الأمريكي .